# SPV Viareggio
La SPV Viareggio  è una società italiana di hockey su pista con sede a Viareggio. I suoi colori sociali sono il rosso e il nero. 

## Storia
La squadra è stata fondata nel 1991 dall'unione di due società precedentemente esistenti a Viareggio, ovvero lo Sporting Migliarina 1971 e l'Hockey Viareggio 1973. Fa parte dell'SPV Group che comprende anche una sezione di Pattinaggio artistico ed altre due squadre di hockey.
Il suo impianto è la palestra "Dorando Petri" ma per motivi di ordine pubblico, gioca le partite casalinghe nel più capiente "Pala Barsacchi".
Dopo alcuni anni nelle serie inferiori, dalla stagione 2011 la prima squadra è tornata in Serie A2.
Nella stagione 2012-2013 vince il campionato di Serie A-2 ed è promossa in Serie A-1.
Rimane solo un anno nella massima serie e retrocede subito. Nel 2016, nonostante il sesto posto, preferisce ripartire dalla serie B l'anno successivo.
Nel 2020-2021, la SPV torna in serie A2 a due gironi, ma retrocede subito.
Nuova promozione in serie A-2 nella stagione 2023-2024.
Ospita una delle più note squadre femminili italiane, che può vantare la vittoria del campionato (seppur in formula non ufficiale) nel 2008 e svariate partecipazioni all'Eurolega di categoria. Data la  reintroduzione del campionato nella stagione sportiva 2012-2013, l'SPV Viareggio ha iscritto la compagine in modo da poter prendere parte alla competizione, intendendo sfruttare le numerose ragazze presenti nella squadra di Serie B : arrivata in finale contro il Bassano, ha però dovuto però arrendersi alla squadra veneta, classificandosi seconda. Nella stessa stagione, ha partecipato alla Coppa Italia svoltasi a  Matera, classificandosi terza.

## Palmarès

### Trofei nazionali
- Campionato italiano di serie B/A2: 2

1985-1986, 2012-2013

1 trofeo
- Campionato femminile (promozionale): 1

2007-2008
•  1 COPPA ITALIA U13 (2020/2021)
•  1 CAMPIONATO NAZIONALE U15 (2014/15)   •2 COPPA ITALIA U17(2014/15) (2018/2019)
• 1 CAMPIONATO NAZIONALE U17 (2015/16) •  1 CAMPIONATO NAZIONALE U20 (2017/18)

## Società
L'attuale organigramma della società è il seguente:
- Presidente:  Claudio Bicicchi
- Primo Allenatore:  Alessandro Martini
- Dirigente Accompagnatore:  Stefano Poletti